# Цецилий Калактийский
Цецилий Калактийский (греч. Καικίλιος; лат. Caecilius) — древнегреческий оратор и писатель времен правления императора Октавиана Августа.

## Биография
Настоящее имя Цецилия — Архагат. Родился в городе Калакта (Сицилия). Византийский словарь Суда сообщает, что Архагат был иудеем. Неизвестно при каких обстоятельствах он попал в Рим. Есть предположение, что Архагат был рабом представителя рода Цецилиев Метеллов. Затем он стал вольноотпущенником и взял имя своего патрона — Цецилий. Наибольший расцвет деятельности Цецилия пришелся на времена императора Августа. Цецилий был поборником аттического возрождения в риторике. Он оказал большое влияние на Дионисия Галикарнасского. Цецилий был известен в Риме как оратор. Упоминается Квинтилианом.

## Труды
Известно, что Цецилий написал много трудов:
- «О стиле 10 (аттических) ораторов» — Цецилий разбирает ораторскую деятельность десяти самых известных ораторов древности. Это Ликург, Исей, Андокид, Гиперид, Динарк, Антифонт, Лисий, Демосфен, Эсхин, Исократ.
- «История войны против рабов» — о войне на Сицилии.
- «О риторике и риторах»
- «Против фригийцев»
- «О возвышенном»
- «Сравнение Цицерона и Демосфена»
- «Сравнение Эсхина и Демосфена»
- «Выбор фраз по алфавиту»

Некоторая часть трудов утеряна, а остальные дошли в отрывках.